# 鷺山古墳 (鳥取市)
鷺山古墳（さぎやまこふん）は、鳥取県鳥取市国府町町屋にある古墳。形状は円墳。鳥取県指定史跡に指定されている。

## 概要

石室俯瞰図

石室展開図

鳥取県東部、稲葉山から南に延びる尾根上で甑山の北側に築造された古墳である。1966年（昭和41年）に発見されている。
墳形は円形で、直径約10メートル・高さ約2メートルを測る。埋葬施設は横穴式石室で、南方向に開口する。玄室天井の中央部を高く構築する中高式の石室であるが、玄室天井石と羨道部は欠失する。壁面には魚・船・鳥形文や幾何学文様など多数の線刻画が認められており、特に奥壁中央に描かれた魚形文は体長1.2メートルを測る巨大な魚（サケまたはマスか）で、目・口・背びれ・尾びれなどを写実的に描く点で特色を示す。魚形文は梶山古墳・空山古墳群でも知られるが、全国的には珍しい地方色の強い文様として注目される。築造時期は古墳時代後期の6世紀末頃と推定される。
古墳域は1981年（昭和56年）に鳥取県指定史跡に指定されている。

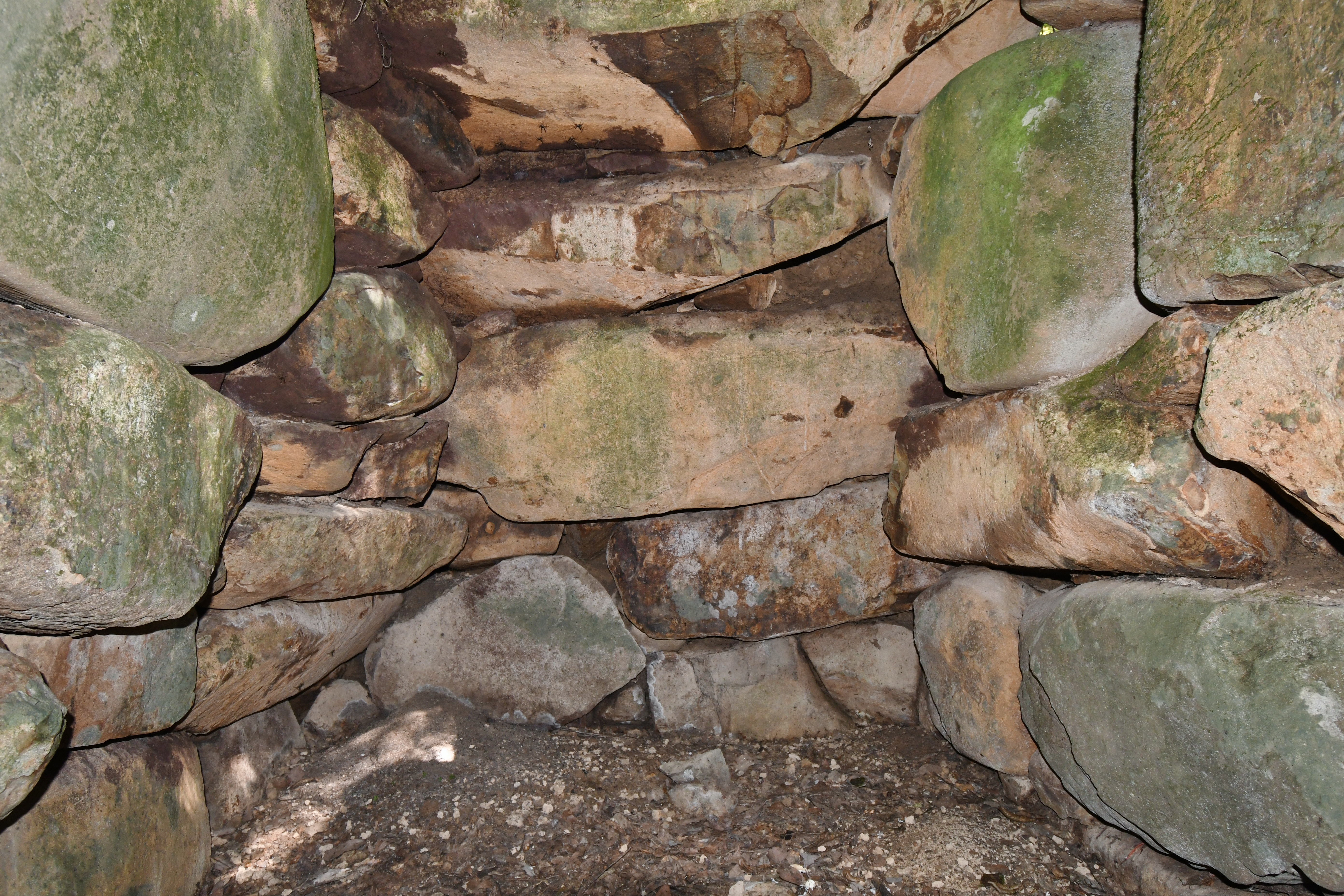
玄室（奥壁方向）
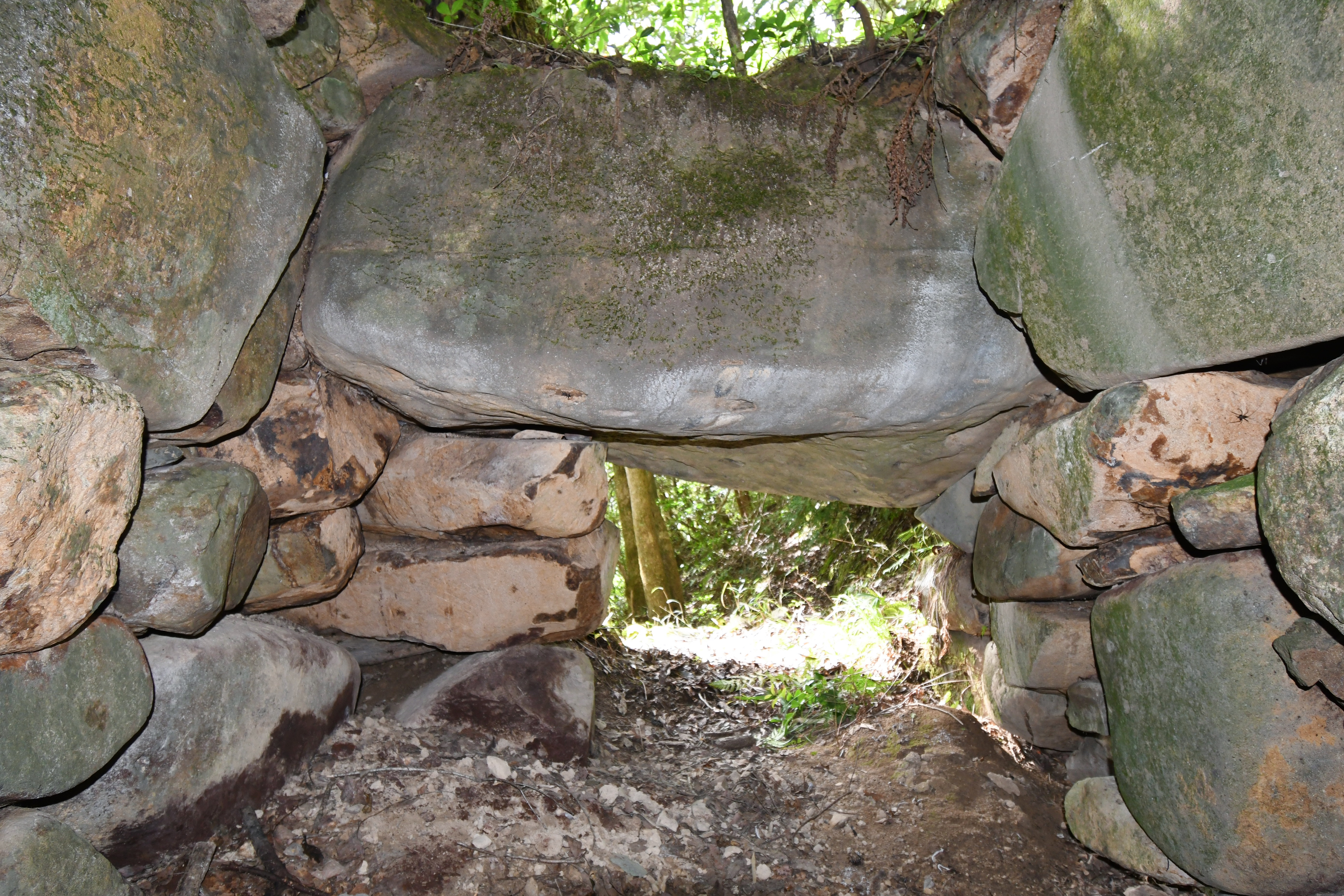
玄室（開口部方向）
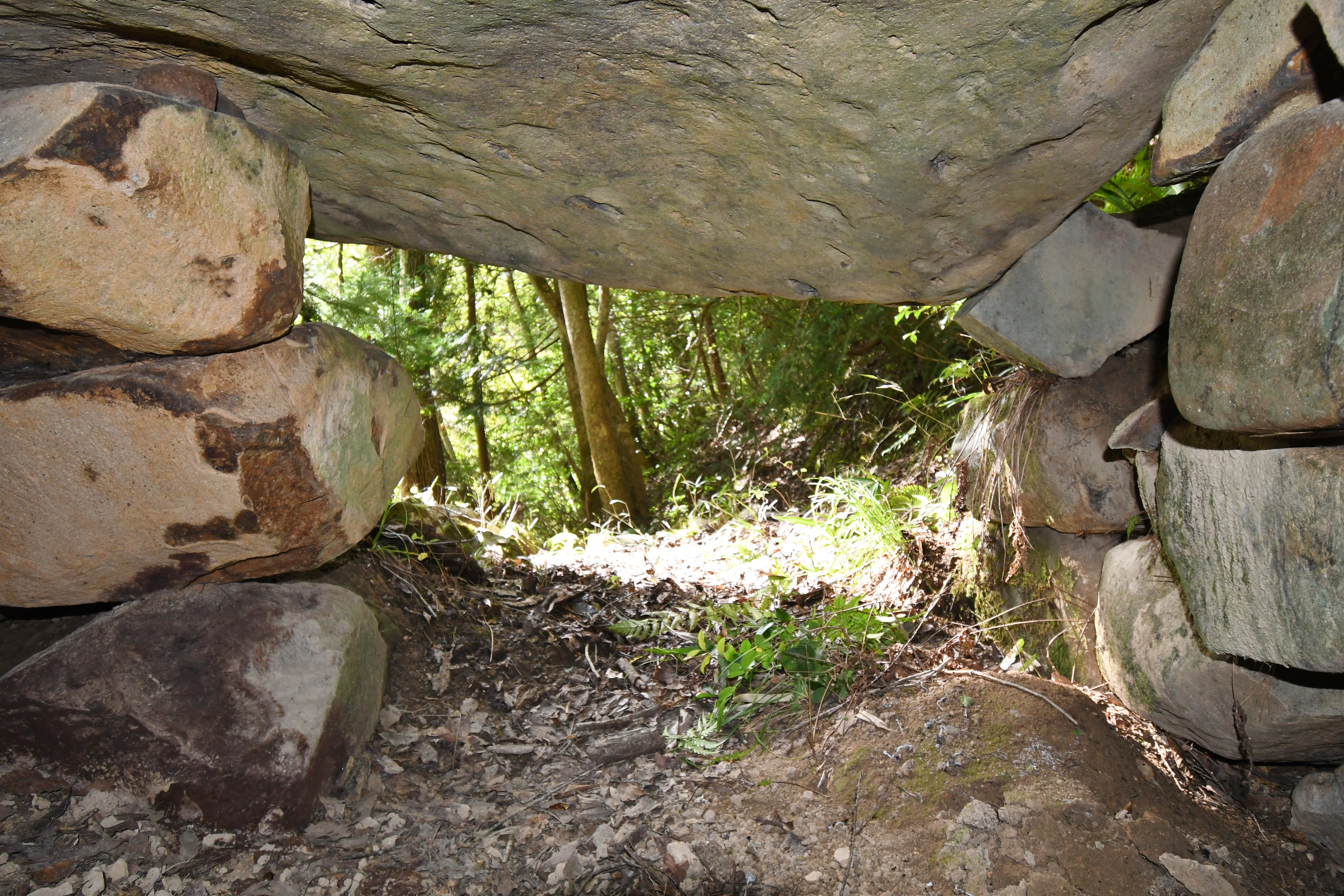
羨道（開口部方向）
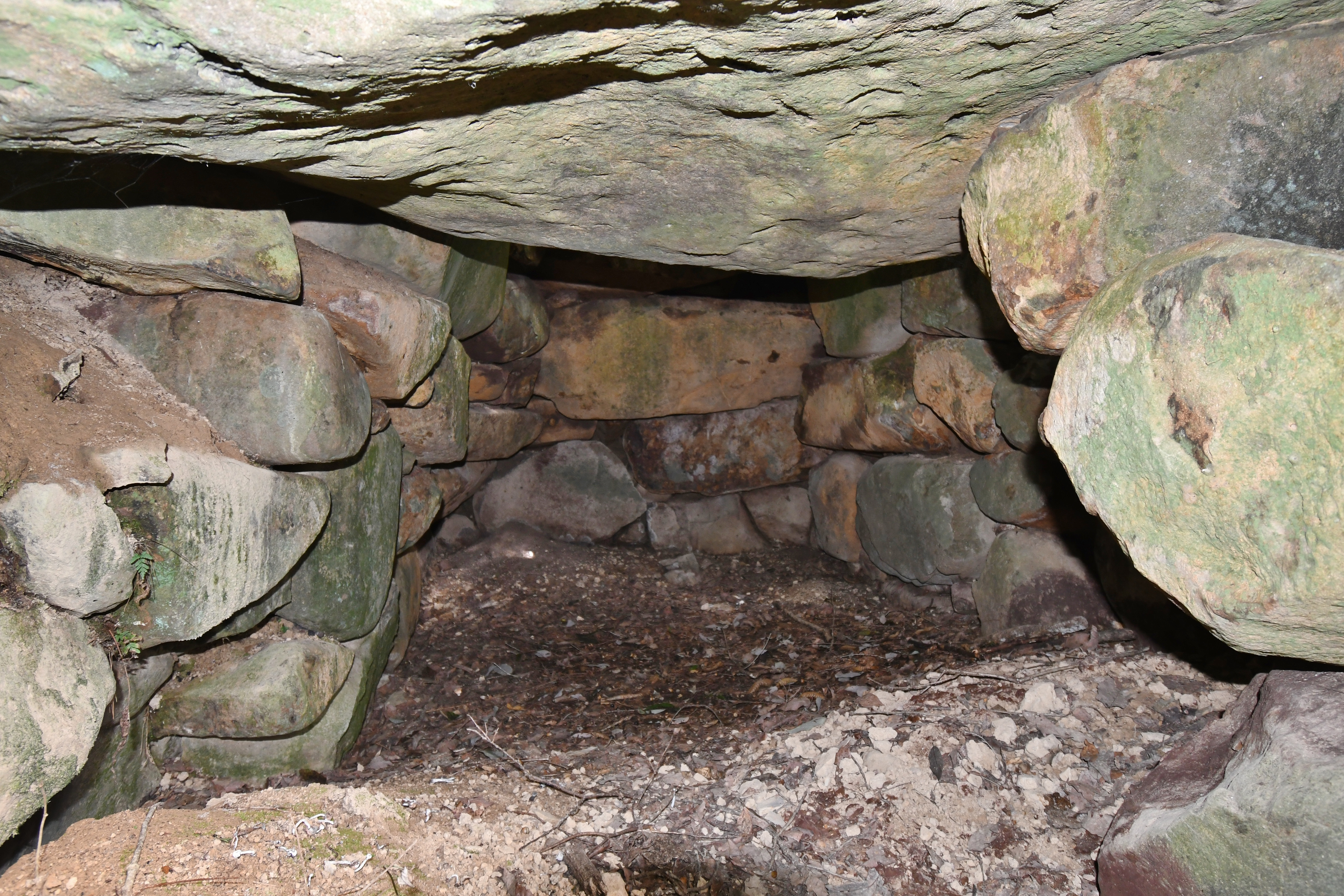
羨道（玄室方向）
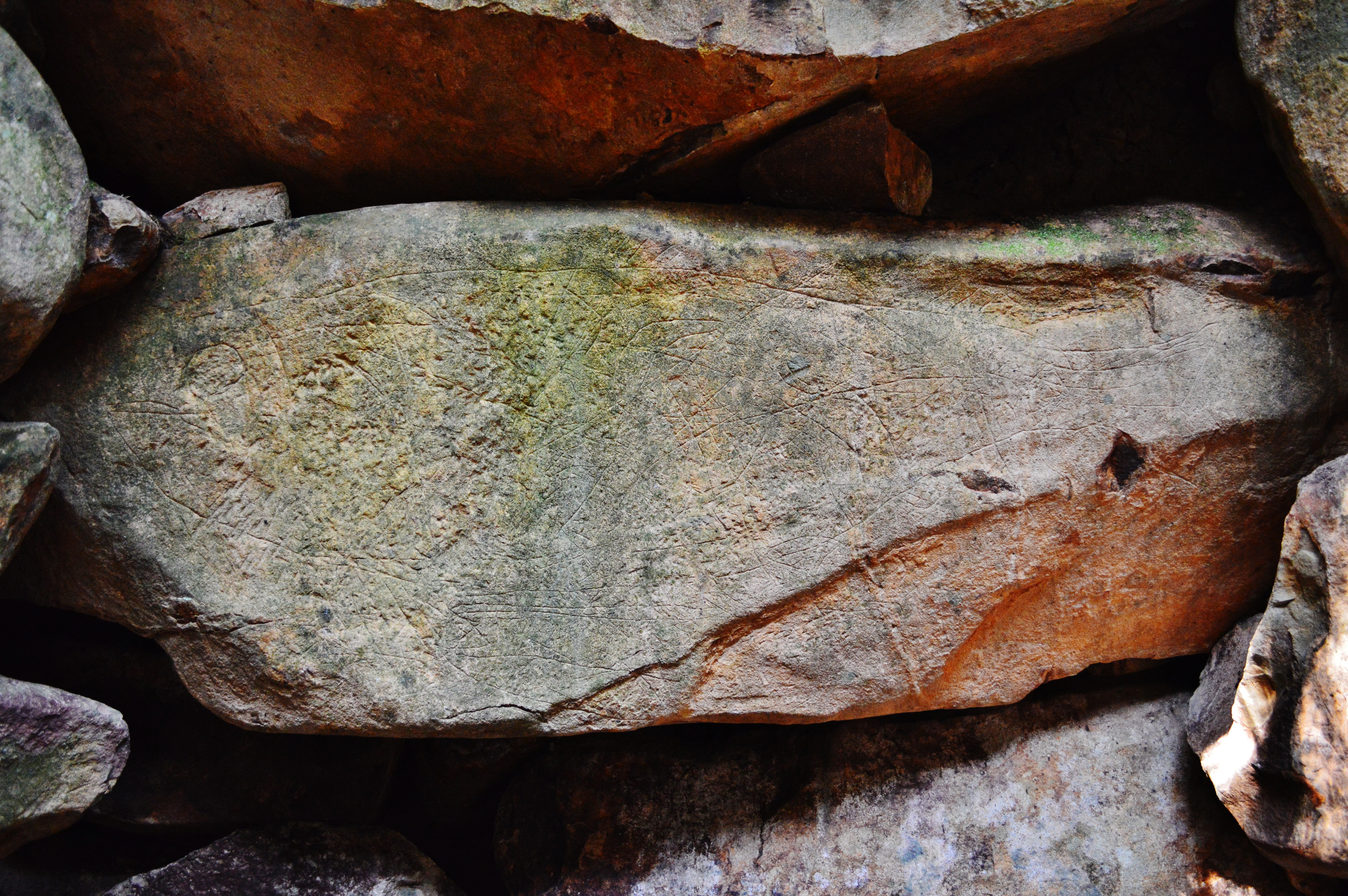
玄室奥壁の線刻画（魚形文）

## 文化財

### 鳥取県指定文化財
- 史跡
  - 鷺山古墳 - 1981年（昭和56年）11月27日指定[3]。